# Cosmisoma compsoceroides
Cosmisoma compsoceroides là một loài bọ cánh cứng trong họ Cerambycidae.